# Chroicocephalus
Chroicocephalus Eyton, 1836 è un genere di uccelli della famiglia dei Laridi.

## Descrizione
Sono gabbiani di medie-piccole dimensioni che abitano in tutto il mondo.

## Tassonomia
Il genere comprende le seguenti specie e sottospecie, in passato attribuite al genere Larus:
- Chroicocephalus genei (Brème, 1839) - gabbiano roseo
- Chroicocephalus philadelphia (Ord, 1815) - gabbiano di Bonaparte
- Chroicocephalus novaehollandiae  - gabbiano australiano
  - Chroicocephalus novaehollandiae novaehollandiae
  - Chroicocephalus novaehollandiae forsteri (Mathews, 1912)
  - Chroicocephalus novaehollandiae scopulinus (J.R.Forster, 1844) - gabbiano beccorosso
- Chroicocephalus bulleri (F.W.Hutton, 1871) - gabbiano di Buller o gabbiano becconero
- Chroicocephalus serranus (Tschudi, 1844) - gabbiano delle Ande
- Chroicocephalus brunnicephalus (Jerdon, 1840) - gabbiano testabruna
- Chroicocephalus maculipennis (Lichtenstein, 1823) - gabbiano capobruno o gabbiano monaco
- Chroicocephalus ridibundus (Linnaeus, 1766) - gabbiano comune
- Chroicocephalus cirrocephalus (Vieillot, 1818) - gabbiano testagrigia
  - Chroicocephalus cirrocephalus cirrocephalus
  - Chroicocephalus cirrocephalus poiocephalus (Swainson, 1837)
- Chroicocephalus hartlaubii (Bruch, 1853) - gabbiano di Hartlaub
- Chroicocephalus saundersi Swinhoe, 1871 - gabbiano di Saunders